# Вимар, Карл
Карл Фердинанд Вимар (нем. Karl Ferdinand Wimar, также известен как Чарльз Вимар (англ. Charles Wimar) или Карл Вимар (англ. Carl Wimar); 20 февраля 1828, Зигбург, Рейнская провинция — 28 ноября 1862, Сент-Луис, Миссури) — немецкий художник, представитель Дюссельдорфской художественной школы, картины которого были посвящены в основном индейцам Северной Америки и в целом Дикому Западу, а также бизонам.

## Биография
Семья Вимаров иммигрировала в США, когда Карлу было 15 лет, и поселилась в городе Сент-Луис в штате Миссури.
В 1846 году Карл начал изучать живопись у Леона Помареда (Leon Pomarede), и вместе со своим учителем отправился в путешествие по реке Миссисипи. В 1852 году он отправился учиться в Дюссельдорфскую академию художеств, где его наставником стал Эмануэль Лойце.

## Карьера
В 1856 году Вимар вернулся в Сент-Луис. В основном он изображал на картинах стада буйволов, жизнь обитателей Великих равнин, «поезда» из фургонов переселенцев на «дикий Запад», жизнь индейцев.
В 1858 и 1859 годах он совершил два длительных путешествия вверх по реке Миссури, а затем по Миссисипи. Во время путешествий он неоднократно наблюдал жизнь индейцев.
Наиболее известным в США произведением Вимара является его настенная роспись Старого суда в Сент-Луисе, который в настоящее время входит в состав Мемориала национальной экспансии им. Джефферсона (en:Jefferson National Expansion Memorial).
Умер от туберкулёза в Сент-Луисе, похоронен на кладбище Беллефонтейн.